# 德川行
德川行，位于中华人民共和国浙江省衢州市常山县天马街道，是浙江省省级文物保护单位之一。
2017年1月19日，德川行被列入第七批浙江省文物保护单位，该文物保护单位是一座古建筑。